# 庄内町 (大分県)
庄内町（しょうないちょう）は、かつて大分県大分郡に属していた町。
大分市と大分郡湯布院町のほぼ中間点に位置し、大分市のベッドタウンとしての役割を有していた。森や水などの自然に恵まれ、庄内神楽などの伝統芸能が盛んだった。2005年（平成17年）10月1日、大分郡挾間町、湯布院町と合併して由布市（ゆふし）が発足した。それまでの庄内町役場が由布市役所となっている。

## 歴史
- 1954年（昭和29年）11月1日 - 大分郡阿南村・東庄内村・西庄内村・南庄内村・阿蘇野村が対等合併して庄内村が発足。
- 1955年（昭和30年）4月1日 - 庄内村が町制施行して庄内町が発足。
- 2005年（平成17年）10月1日 - 庄内町・挾間町・湯布院町が対等合併して由布市（ゆふし）が発足。同日庄内町廃止。

## 教育

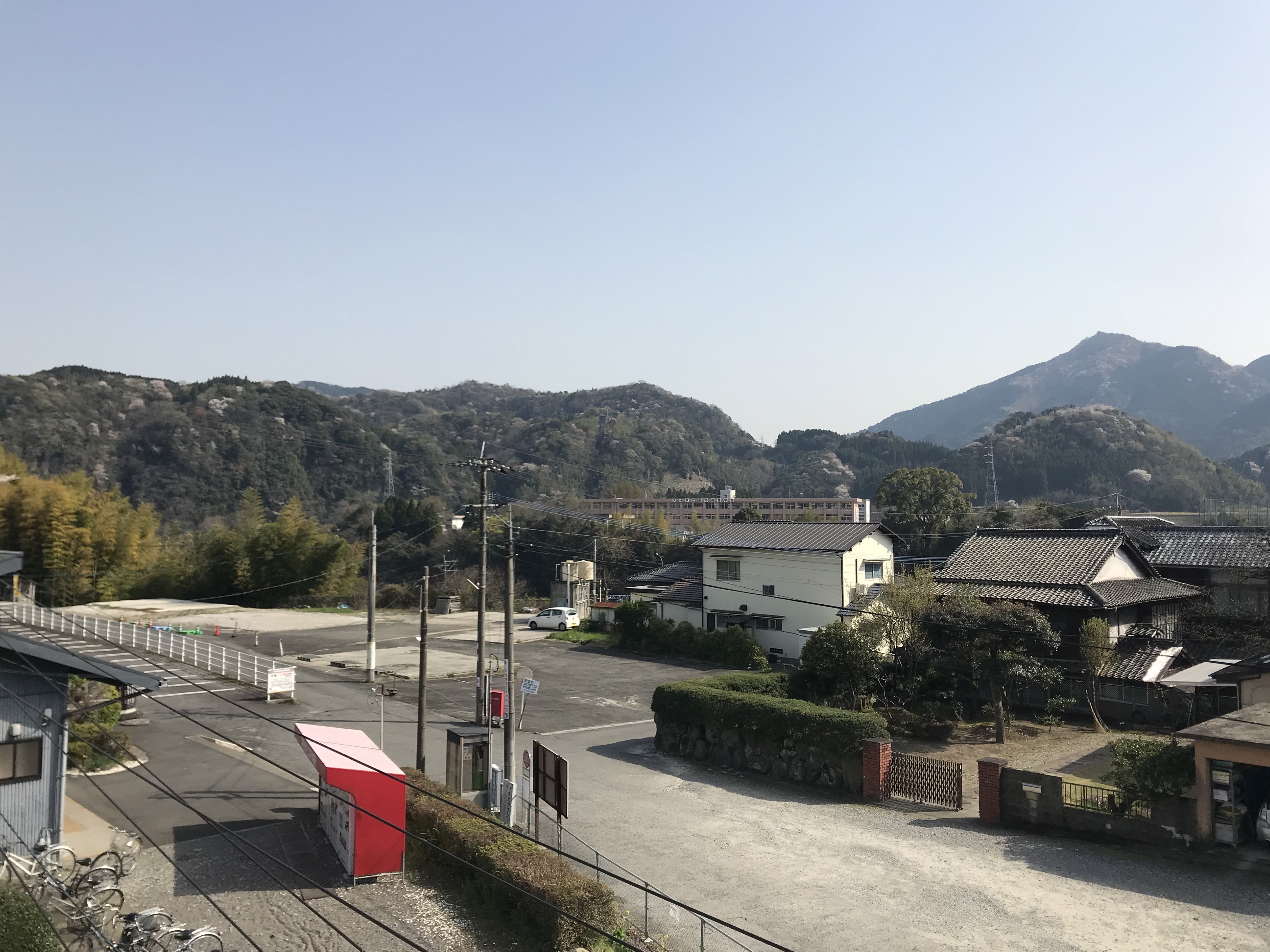
大分県立碩南高等学校（中央奥）

### 高等学校
- 大分県立碩南高等学校

### 中学校
- 庄内町立庄内中学校

### 小学校
- 庄内町立阿蘇野小学校 - 由布市発足後の2019年3月閉校。
- 庄内町立阿南小学校
- 庄内町立大津留小学校 - 由布市発足後の2016年3月閉校。
- 庄内町立星南小学校 - 由布市発足後の2010年閉校。
- 庄内町立西庄内小学校
- 庄内町立東庄内小学校
- 庄内町立南庄内小学校 - 由布市発足後の2014年3月閉校。

#### 特別支援学校
- 大分県立庄内養護学校

## 交通

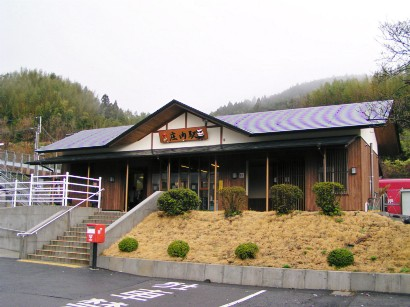
庄内駅

最寄りの空港は大分空港である。

### 鉄道
- JR九州
  - 久大本線
    - 庄内駅 - 天神山駅 - 小野屋駅

※中心駅は庄内駅。

### 道路
最寄りインターチェンジは大分自動車道湯布院インターチェンジ。

#### 一般国道
- 国道210号
  - 道の駅ゆふいん

#### 主要県道
- 大分県道30号庄内久住線
- 大分県道52号別府庄内線

## 祭事

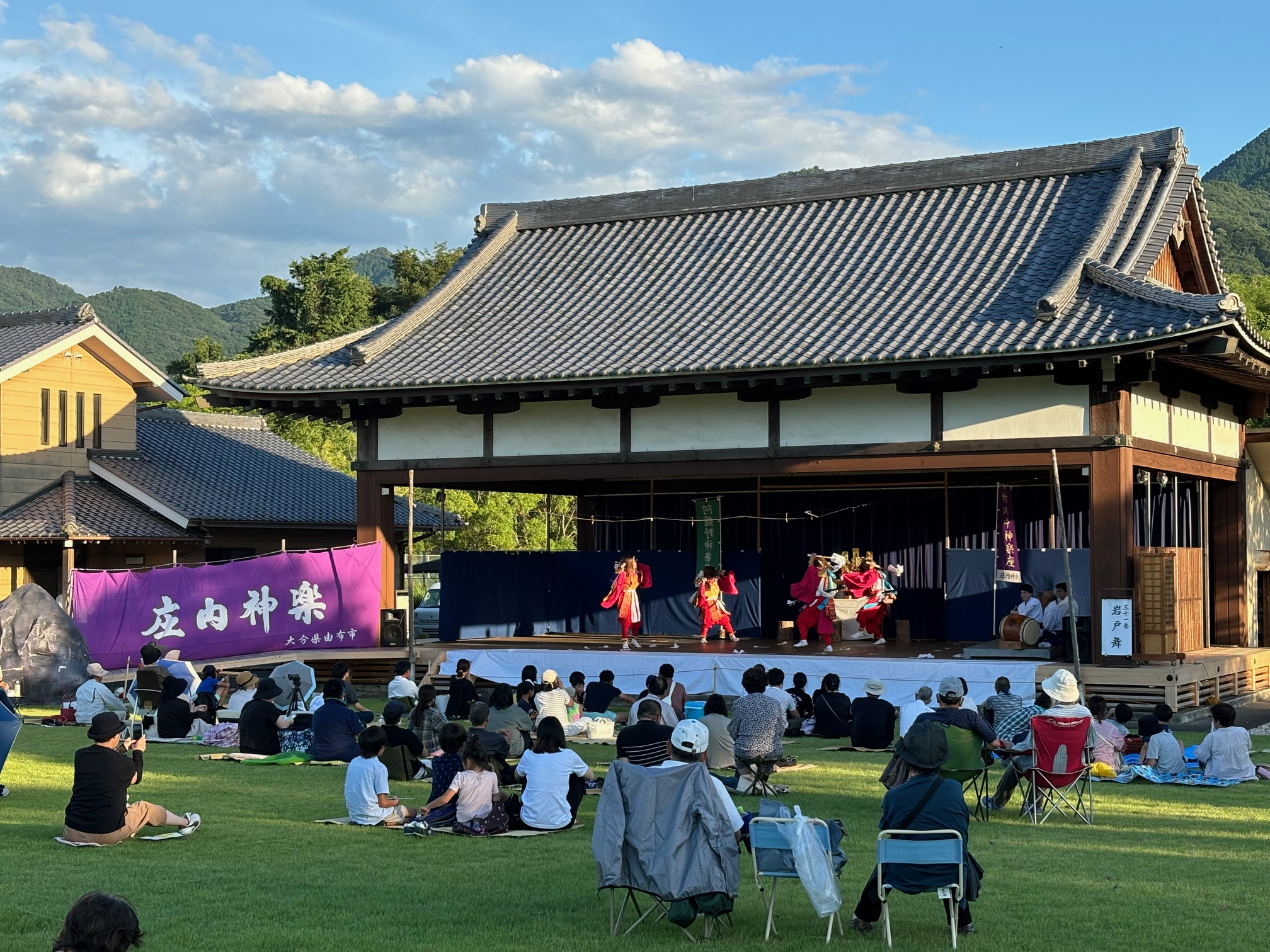
庄内神楽

- 庄内神楽

## 出身者
- 岡茂男 - 経済学者。武蔵大学学長。